# Pena de morte nos Estados Unidos

Um mapa exibindo o status legal da pena de morte nos Estados Unidos por estado. A pena de morte é usada nos Estados Unidos para certos crimes federais.
Estados com um estatuto válido de pena de morte (2017)
Estados sem pena de morte

Pena de morte revogada
Pena de morte no estatuto, mas execuções formalmente suspensas
Pena de morte no estatuto, mas nenhuma execução recente
Pena de morte no estatuto, outras circunstâncias únicas se aplicam
Execuções realizadas recentemente

A pena de morte é uma pena legal nos Estados Unidos, atualmente usada por 29 estados, o governo federal e os militares. Sua existência pode ser rastreada desde o início das colônias americanas. Os Estados Unidos são a única nação ocidental desenvolvida que aplica a pena de morte regularmente. É um dos 54 países em todo o mundo a aplicá-lo e foi o primeiro a desenvolver a injeção letal como método de execução, que já foi adotado por outros cinco países. As Filipinas aboliram as execuções e a Guatemala o fez por ofensas civis, deixando os Estados Unidos como um dos quatro países que ainda usam esse método (junto com China, Tailândia e Vietnã).
Não houve execuções nos Estados Unidos entre 1967 e 1977. Em 1972, a Suprema Corte dos Estados Unidos derrubou os estatutos da pena de morte em Furman v. Georgia, reduzindo todas as sentenças de morte pendentes no momento em prisão perpétua.
Posteriormente, a maioria dos estados aprovou novos estatutos de pena de morte, e o tribunal afirmou a legalidade da pena de morte no caso de 1976 Gregg v. Georgia. Desde então, mais de 7.800 réus foram condenados à morte; destes, mais de 1.500 foram executados. Um total de 165 condenados à morte na era moderna foram exonerados antes de serem executados. Em 1 de abril de 2018, 2.743 ainda estão no corredor da morte.
A pena de morte por crimes federais foi restabelecida em julho de 2019, após um hiato de 16 anos. A última execução federal foi a de Louis Jones Jr. em 2003. Atualmente, existem 62 prisioneiros no corredor da morte federal, cinco dos quais o Departamento de Justiça havia agendado para execução. Em dezembro, a Suprema Corte dos Estados Unidos suspendeu as execuções.

## História

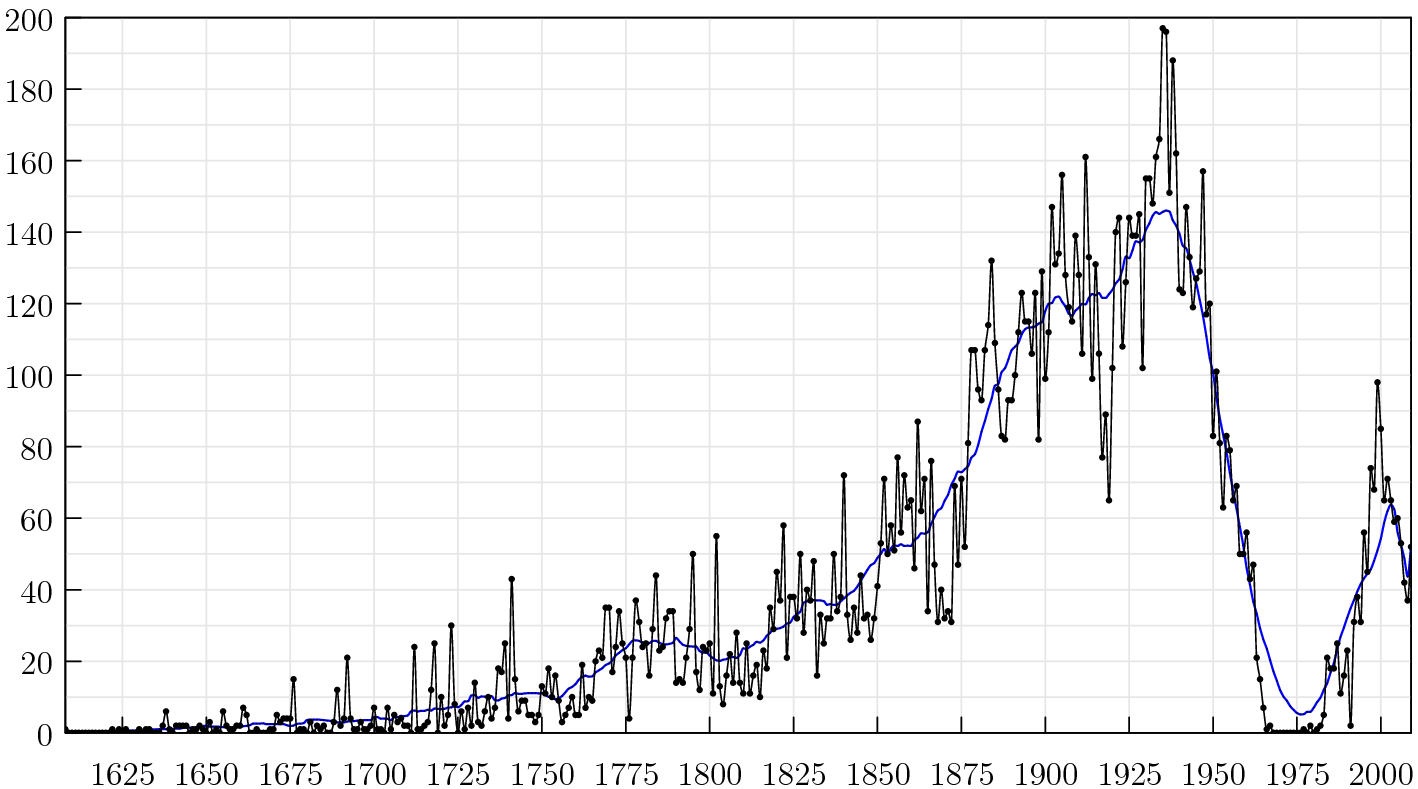
Execuções nos Estados Unidos de 1608 a 2009

### História pré-Furman
A primeira sentença de morte registrada nas Colônias norte-americanas britânicas foi do capitão George Kendall realizada em 1608, que foi executado por fuzilamento na Colônia de Jamestown por espionar em nome do governo espanhol.
A Declaração dos Direitos dos Estados Unidos adotada em 1789 incluía a Oitava Emenda, que proibia punições cruéis e incomuns. A Quinta Emenda foi redigida com linguagem que implica um possível uso da pena de morte, exigindo uma acusação do grande júri por "crime capital" e um devido processo legal para privação da "vida" pelo governo. A Décima Quarta Emenda adotada em 1868 também exige um devido processo legal para privação de vida por qualquer estado.
O Espy file, compilado por M. Watt Espy e John Ortiz Smykla, lista 15.269 pessoas executadas nos Estados Unidos e suas colônias predecessoras entre 1608 e 1991. De 1930 a 2002, houve 4.661 execuções nos Estados Unidos, cerca de dois terços delas nos primeiros 20 anos. Além disso, o Exército dos Estados Unidos executou 135 soldados entre 1916 e 1955 (o mais recente).

### Início do movimento de abolição
Três estados aboliram a pena de morte por assassinato durante o século XIX: Michigan (que nunca executou um prisioneiro desde que se tornou um estado) em 1846, Wisconsin em 1853 e Maine em 1887. Rhode Island também é um estado com um longo histórico abolicionista, tendo revogado a pena de morte em 1852, embora estivesse teoricamente disponível para assassinatos cometidos por um prisioneiro entre 1872 e 1984.
Outros estados que aboliram a pena de morte por assassinato antes de Gregg v. Georgia incluem: Minnesota em 1911, Vermont em 1964, Iowa e Virgínia Ocidental em 1965 e Dakota do Norte em 1973. O Havaí aboliu a pena de morte em 1948 e o Alasca em 1957, ambos antes de se tornarem estados. Porto Rico a revogou em 1929 e o Distrito de Columbia em 1981. Arizona e Oregon aboliram a pena de morte pelo voto popular em 1916 e 1964, respectivamente, mas ambos a restabeleceram, novamente pelo voto popular, alguns anos depois; O Arizona restabeleceu a pena de morte em 1918 e o Oregon em 1978. No Oregon, a medida que restabeleceu a pena de morte foi revogada pelo Suprema Corte do Oregon em 1981, mas os eleitores do Oregon novamente restabeleceram a pena de morte em 1984. Porto Rico e Michigan são as duas únicas jurisdições dos Estados Unidos que proibiram explicitamente a pena de morte em suas constituições: em 1952 e 1964, respectivamente.

### Desenvolvimentos do direito constitucional
No entanto, a pena capital continuou a ser usada pela maioria dos estados e pelo governo federal para vários crimes, especialmente assassinatos e estupros, desde a criação dos Estados Unidos até o início da década de 1960. Até então, "exceto por alguns dissidentes, ninguém dava credibilidade à possibilidade de acabar com a pena de morte pela interpretação judicial do direito constitucional", segundo o abolicionista Hugo Bedau.
A possibilidade de contestar a constitucionalidade da pena de morte se tornou progressivamente mais realista depois que a Suprema Corte dos Estados Unidos decidiu Trop v. Dulles em 1958. A Suprema Corte declarou explicitamente, pela primeira vez, que a cláusula cruel e incomum da Oitava Emenda deve extrair seu significado dos "padrões de decência em evolução que marcam o progresso de uma sociedade em amadurecimento", e não de seu significado original. Também no caso Powell v. Alabama de 1932, o tribunal deu o primeiro passo do que mais tarde seria chamado jurisprudência "a morte é diferente", quando considerou que qualquer réu indigente tinha direito a um advogado nomeado pelo tribunal em casos capitais, um direito que só depois foi estendido a réus que não eram capitais em 1963, com Gideon v. Wainwright.

### Pena de morte suspensa (1972)
Em Furman v. Georgia, a Suprema Corte dos Estados Unidos considerou um grupo de casos consolidados. O caso principal envolveu um indivíduo condenado sob o estatuto de pena de morte da Geórgia, que incluiu um procedimento de "julgamento unitário" no qual o júri foi convidado a devolver um veredito de culpa ou inocência e, simultaneamente, determinar se o réu seria punido por morte ou prisão perpétua. A última execução pré-Furman foi a de Luis Monge em 2 de junho de 1967.
Em uma decisão de 5 a 4, a Suprema Corte derrubou as imposições da pena de morte em cada um dos casos consolidados como inconstitucionais em violação às Oitava e Décima Quarta Emendas da Constituição dos Estados Unidos. A Suprema Corte nunca decidiu que a pena de morte é inconstitucional. Os cinco juízes da maioria não produziram uma opinião ou justificativa comum para sua decisão, no entanto, concordaram apenas com uma declaração curta anunciando o resultado. As opiniões mais restritas, de Byron White e Potter Stewart, expressaram preocupações generalizadas sobre a aplicação inconsistente da pena de morte em vários casos, mas não excluíram a possibilidade de uma lei constitucional de pena de morte. Stewart e William O. Douglas se preocuparam explicitamente com a discriminação racial na aplicação da pena de morte. Thurgood Marshall e William J. Brennan expressaram a opinião de que a pena de morte foi absolutamente proibida pela Oitava Emenda como punição cruel e incomum.
A decisão Furman fez com que todas as sentenças de morte pendentes na época fossem reduzidas a prisão perpétua e foi descrita pelos estudiosos como uma "bomba legal". No dia seguinte, o colunista Barry Schweid escreveu que era "improvável" que a pena de morte pudesse existir mais nos Estados Unidos.

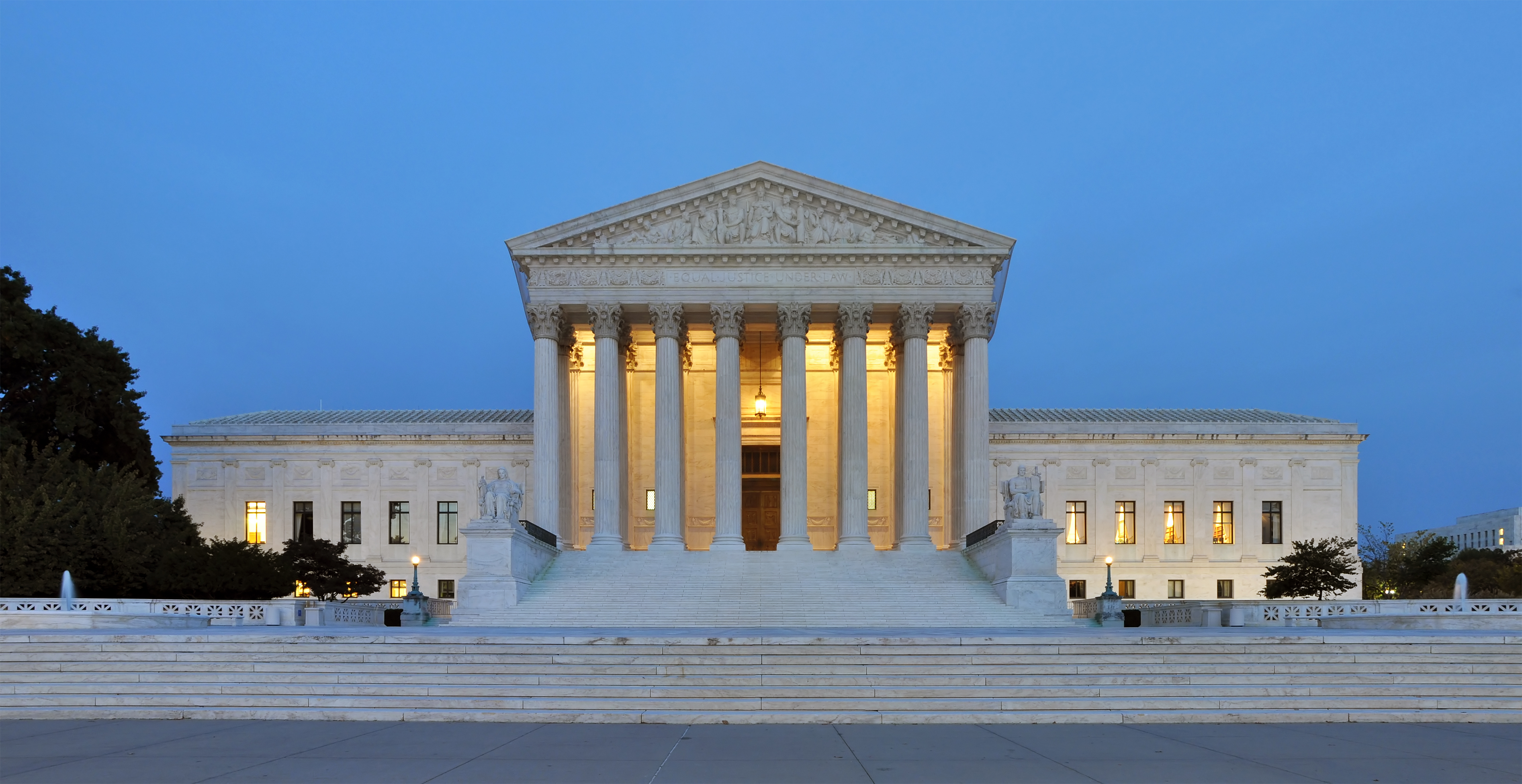
Suprema Corte dos Estados Unidos em Washington, D.C.

### Restabelecimento da pena de morte (1976)
Em vez de abandonar a pena de morte, 37 estados promulgaram novos estatutos de pena de morte que tentaram abordar as preocupações de Byron White e Potter Stewart em Furman. Alguns estados responderam promulgando estatutos obrigatórios de pena de morte que prescreviam uma sentença de morte para qualquer pessoa condenada por certas formas de assassinato. White sugerira que esse esquema atenderia às suas preocupações constitucionais em sua opinião de Furman. Outros estados adotaram procedimentos de julgamento e sentença "bifurcados", com várias limitações processuais na capacidade do júri de pronunciar uma sentença de morte destinada a limitar a discrição do jurado.
Em 2 de julho de 1976, a Suprema Corte dos Estados Unidos decidiu Gregg v. Georgia por 7 a 2 e manteve o procedimento na Geórgia no qual o julgamento de crimes capitais foi bifurcado em fases de inocência e sentença de culpa. No primeiro processo, o júri decide a culpa do réu; se o réu for inocente ou não for condenado por assassinato em primeiro grau, a pena de morte não será aplicada. Na segunda audiência, o júri determina se existem certos fatores agravantes estatutários, se existem fatores atenuantes e, em muitas jurisdições, pesa os fatores agravantes e atenuantes na avaliação da penalidade máxima, morte ou prisão perpétua, com ou sem liberdade condicional. No mesmo dia, em Woodson v. North Carolina e Roberts v. Louisiana, o tribunal anulou por 5 a 4 estatutos, fornecendo uma condenação de morte obrigatória.
As execuções foram retomadas em 17 de janeiro de 1977, quando Gary Gilmore foi executado por um pelotão de fuzilamento em Utah. Embora centenas de indivíduos tenham sido condenados à morte nos Estados Unidos durante a década de 1970 e início da década de 1980, apenas dez pessoas além de Gilmore (que renunciou a todos os seus direitos de apelação) foram realmente executados antes de 1984.

### Suprema Corte restringe crimes capitais
Em 1977, a decisão Coker v. Georgia da Suprema Corte dos Estados Unidos proibiu a pena de morte por estupro de uma mulher adulta. Anteriormente, a pena de morte por estupro de um adulto havia sido gradualmente eliminada nos Estados Unidos e, no momento da decisão, a Geórgia e o governo federal dos Estados Unidos eram as únicas duas jurisdições que ainda mantinham a pena de morte por esse crime.
No caso Godfrey v. Georgia, em 1980, a Suprema Corte dos Estados Unidos decidiu que o assassinato só pode ser punido com a morte se envolver um fator agravante estreito e preciso.
A Suprema Corte dos Estados Unidos impôs duas restrições importantes ao uso da pena de morte. Primeiro, o caso de Atkins v. Virginia, decidido em 20 de junho de 2002, considerou que a execução de prisioneiros com deficiência intelectual é inconstitucional. Segundo, em 2005, a decisão do tribunal em Roper v. Simmons derrubou execuções para infratores menores de 18 anos na época do crime.
No caso de 2008, Kennedy v. Louisiana, o tribunal também considerou por 5 a 4 que a pena de morte é inconstitucional quando aplicada a crimes não homicidas contra a pessoa, incluindo estupro infantil. Apenas dois detentos no corredor da morte (ambos na Luisiana) foram afetados pela decisão. No entanto, a decisão ocorreu menos de cinco meses antes da eleição presidencial de 2008 e foi criticada pelos principais candidatos do partido Barack Obama e John McCain.

### Movimentos de revogação e desafios legais
Em 2004, os esquemas de sentença capital de Nova Iorque e Kansas foram derrubados por seus respectivos tribunais superiores. O Kansas apelou com sucesso da decisão da Suprema Corte do Kansas para a Suprema Corte dos Estados Unidos, que restabeleceu o estatuto no Kansas v. Marsh (2006), sustentando que não violava a Constituição dos Estados Unidos. A decisão do Tribunal de Apelações de Nova Iorque foi baseada na constituição do estado, tornando indisponível qualquer apelação. Desde então, a câmara baixa do estado bloqueou todas as tentativas de restabelecer a pena de morte adotando um esquema de sentença válido. Em 2016, o estatuto da pena de morte em Delaware também foi derrubado por sua suprema corte estadual.
Em 2007, Nova Jersey se tornou o primeiro estado a revogar a pena de morte por votação legislativa desde Gregg v. Georgia, seguida pelo Novo México em 2009, Illinois em 2011, Connecticut em 2012, e Maryland em 2013. As revogações não foram retroativas, mas em Nova Jersey, Illinois e Maryland, os governadores converteram todas as sentenças de morte após a promulgação da nova lei. Em Connecticut, a Suprema Corte de Connecticut decidiu em 2015 que a revogação deve ser retroativa. O Novo México é o único estado com os presos remanescentes no corredor da morte e sem estatuto de pena de morte civil por crimes capitais cometidos após a revogação. A pena de morte por certos crimes ainda é possível para os membros da Guarda Nacional dos Estados Unidos no Título 32 do Código de Justiça Militar do Novo México (NMSA 20-12), e por crimes capitais cometidos antes da revogação do estatuto de pena de morte no Novo México.
A legislatura de Nebraska também aprovou uma revogação em 2015, mas uma campanha de referendo reuniu assinaturas suficientes para suspendê-la. A pena de morte foi restabelecida por votação popular em 8 de novembro de 2016. No mesmo dia, o eleitorado da Califórnia derrotou uma proposta de revogação da pena de morte e adotou outra iniciativa para acelerar seu processo de apelação.
Em 11 de outubro de 2018, o estado de Washington se tornou o 20º estado a abolir a pena de morte quando a Suprema Corte de Washington considerou a pena de morte inconstitucional com base no viés racial.
Nova Hampshire se tornou o 21º estado a abolir a pena de morte em 30 de maio de 2019, quando o Senado de Nova Hampshire anulou o veto do governador Chris Sununu por 16 a 8.
Desde Furman, 11 estados organizaram votos populares sobre a pena de morte por meio do processo de iniciativa e referendo. Todos resultaram em uma votação para restabelecê-lo, rejeitar sua abolição, expandir seu campo de aplicação, especificar na constituição estadual que não é inconstitucional ou acelerar o processo de apelação em casos capitais.

#### Estados que aboliram a pena de morte
21 estados, além do Distrito de Columbia e Porto Rico, aboliram a pena de morte para todos os crimes. Abaixo está uma tabela dos 21 estados e o ano em que o estado aboliu a pena de morte. Michigan se tornou o primeiro território de língua inglesa do mundo a abolir a pena de morte em 1847. Embora a traição permanecesse um crime punível com a pena de morte em Michigan, apesar da abolição de 1847, ninguém jamais foi executado sob essa lei, e a Convenção Constitucional de Michigan de 1962 codificou que a pena de morte foi totalmente abolida.

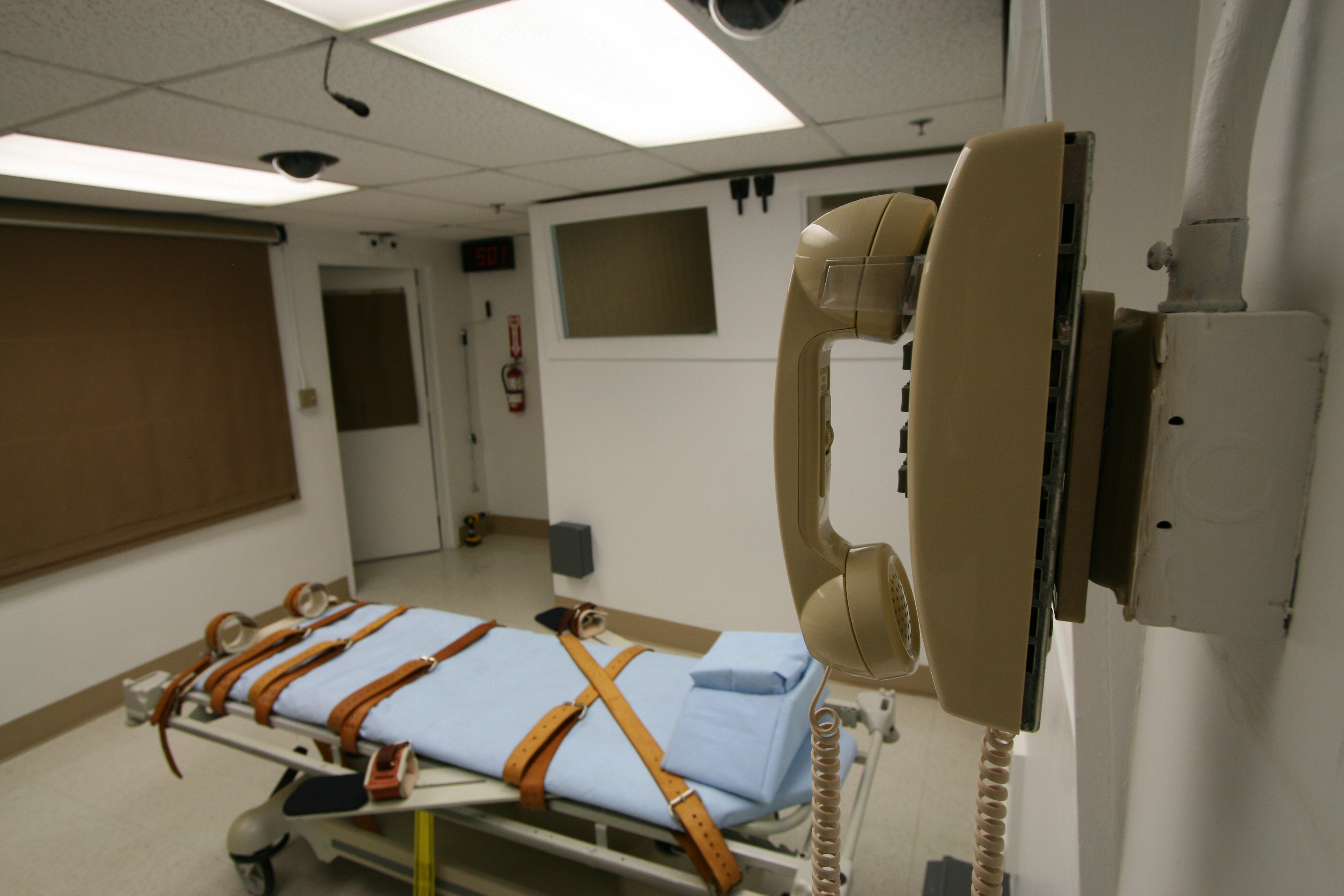
A sala de injeção letal na Prisão Estadual da Flórida

| Estado/Distrito/Território | Ano  |
| -------------------------- | ---- |
| Alaska                     | 1957 |
| Connecticut                | 2012 |
| Dakota do Norte            | 1975 |
| Delaware                   | 2016 |
| Distrito de Columbia       | 1981 |
| Havaí                      | 1957 |
| Illinois                   | 2011 |
| Iowa                       | 1965 |
| Maine                      | 1887 |
| Maryland                   | 2013 |
| Massachusetts              | 1984 |
| Michigan                   | 1847 |
| Minnesota                  | 1911 |
| Nova Hampshire             | 2019 |
| Nova Iorque                | 2007 |
| Nova Jersey                | 2007 |
| Novo México                | 2009 |
| Porto Rico                 | 1929 |
| Rhode Island               | 1984 |
| Vermont                    | 1972 |
| Virgínia Ocidental         | 1965 |
| Washington                 | 2018 |
| Wisconsin                  | 1853 |

### Era da injeção letal
De 1976 a 21 de fevereiro de 2020, houve 1.516 execuções, das quais 1.336 foram por injeção letal, 163 por eletrocussão, 11 por inalação de gás, 3 por enforcamento e 3 por pelotão de fuzilamento. O Sul teve a grande maioria dessas execuções, com 1.241; houve 186 no Centro-Oeste, 85 no Oeste e apenas 4 no Nordeste. Nenhum estado do Nordeste conduziu uma execução desde Connecticut, agora abolicionista, em 2005. Somente o estado do Texas realizou 569 execuções, mais de 1/3 do total; os estados do Texas, Virgínia e Oklahoma somam mais da metade do total, com 794 execuções entre eles. 3 execuções foram conduzidas pelo governo federal, a última em 2003. As execuções aumentaram em frequência até 1999; 98 prisioneiros foram executados naquele ano. Desde 1999, o número de execuções diminuiu bastante e as 20 execuções em 2016 foram as poucas desde 1991. Houve um pequeno aumento desde 2016, com 22 execuções em 2019.
A pena de morte se tornou um problema durante a eleição presidencial de 1988. Surgiu no debate de 13 de outubro de 1988 entre os dois candidatos presidenciais George H. W. Bush e Michael Dukakis, quando Bernard Shaw, o moderador do debate, perguntou a Dukakis: "Governador, se Kitty Dukakis [sua esposa] fosse estuprada e assassinada, você favoreceria uma pena de morte irrevogável para o assassino?" Dukakis respondeu: "Não, não, e acho que você sabe que me opus à pena de morte durante toda a minha vida. Não vejo nenhuma evidência de que isso seja um impedimento e acho que existem maneiras melhores e mais eficazes de lidar com crimes violentos." Bush foi eleito e muitos, inclusive o próprio Dukakis, citam a declaração como o início do fim de sua campanha.
Em 1996, o Congresso dos Estados Unidos aprovou a Lei Antiterrorismo e Pena de Morte Efetiva de 1996 para agilizar o processo de apelação em casos capitais. O projeto foi assinado pelo presidente Bill Clinton, que havia endossado a pena de morte durante sua campanha presidencial de 1992.
Um estudo constatou que pelo menos 34 das 749 execuções realizadas nos Estados Unidos entre 1977 e 2001, ou 4,5%, envolveram "problemas ou atrasos imprevistos que causaram, pelo menos indiscutivelmente, agonia desnecessária ao prisioneiro ou que refletem grande incompetência do carrasco". A taxa dessas "execuções fracassadas" permaneceu estável durante o período. Um estudo publicado no The Lancet em 2005 constatou que em 43% dos casos de injeção letal, o nível sanguíneo de hipnóticos no prisioneiro era insuficiente para garantir a inconsciência. No entanto, a Suprema Corte dos Estados Unidos decidiu em 2008 (Baze v. Rees), novamente em 2015 (Glossip v. Gross) e pela terceira vez em 2019 (Bucklew v. Precythe), que a injeção letal não constitui punição cruel e incomum.
Em 25 de julho de 2019, o procurador-geral William Barr restabeleceu a pena de morte por crimes federais após 16 anos. O governo federal também agendou a execução de cinco presos no corredor da morte. No entanto, a Suprema Corte manteve a suspensão dessas execuções, e nenhuma ocorreu até o momento.

### História das mulheres e a pena de morte
Em 1632, 24 anos após a primeira execução masculina registrada nas colônias, Jane Champion se tornou a primeira mulher conhecida por ter sido legalmente executada. Ela foi condenada à morte por enforcamento após ser condenada por infanticídio; cerca de dois terços das mulheres executadas nos séculos XVII e XVIII foram condenadas por assassinato de crianças. Era mulher casada, não se sabe se o amante ilícito de Champion, William Gallopin, também condenado pelo assassinato de seu filho, também foi executado, embora pareça que ele foi condenado. Para os puritanos, o infanticídio era a pior forma de assassinato.
A segunda metade do século XVII se viu as execuções de 14 mulheres e 6 homens acusados de bruxaria durante a histeria da caça às bruxas e os julgamentos de Salem. Enquanto homens e mulheres foram executados, 80% das acusações foram dirigidas a mulheres; portanto, a lista de execuções afetou desproporcionalmente os homens por uma margem de 6 (real) a 4 (esperada), ou seja, 50% mais homens foram executados do que o esperado da percentagem de acusados que eram homens.
Outras execuções de mulheres notáveis incluem Mary Surratt, Margie Velma Barfield e Wanda Jean Allen. Mary Surratt foi executada enforcada em 1865, depois de ser condenada por co-conspirar para assassinar Abraham Lincoln. Margie Velma Barfield foi condenada por assassinato e quando foi executada por injeção letal em 1984, se tornou a primeira mulher a ser executada desde que a proibição da pena de morte foi levantada em 1976. Wanda Jean Allen foi condenada por assassinato em 1989 e foi executada por injeção letal em janeiro de 2001. Ela foi a primeira mulher negra a ser executada nos Estados Unidos desde 1954. Segundo os advogados de Allen, os promotores capitalizaram seu baixo QI, raça e homossexualidade em suas representações dela como assassina no julgamento.

### Pena de morte juvenil
Em 1642, o primeiro jovem de todos os tempos, Thomas Granger, foi condenado à morte na Colônia de Plymouth, Massachusetts, por bestialidade. Desde então, 361 outros jovens foram condenados à pena de morte. Kent v. United States (1966), virou a maré para a sentença de pena de morte juvenil quando limitou a discrição da renúncia que os tribunais juvenis tinham. Antes deste caso, os tribunais juvenis tinham a liberdade de renunciar a casos juvenis a tribunais criminais sem uma audiência, o que não tornava o processo de renúncia consistente entre os estados. Pensamentos sobre a abolição da pena de morte começaram a acontecer entre 1983 e 1986. Em 1987, Thompson v. Oklahoma, a Suprema Corte dos Estados Unidos rejeitou a sentença de morte de Thompson por ser uma punição cruel e incomum.
Não foi até Roper v. Simmons que a pena de morte juvenil foi abolida devido à Suprema Corte dos Estados Unidos concluiu que a execução de jovens está em conflito com a Oitava Emenda e a Décima Quarta Emenda, que tratam de punições cruéis e incomuns. Antes de abolir a pena de morte juvenil em 2005, qualquer jovem com 16 anos ou mais poderia ser condenado à morte em alguns estados, o último dos quais foi Scott Hain, executado em Oklahoma em 2003 por queimar duas pessoas até a morte em um assalto quando tinha 17 anos de idade. Desde 2005, não houve execuções nem discussões sobre a execução de jovens nos Estados Unidos.

## Crimes capitais

### Assassinato agravado
Os fatores agravantes para a busca de uma pena capital de assassinato variam muito entre os estados com pena de morte. A Califórnia tem vinte e dois. Algumas circunstâncias agravantes são quase universais, como roubo e assassinato, assassinato envolvendo estupro da vítima e assassinato de um policial de plantão.
Vários estados incluíram o assassinato de crianças em sua lista de fatores agravantes, mas a idade da vítima sob a qual o assassinato é punível com a morte varia. Em 2011, o Texas aumentou essa idade de seis para dez.
Em alguns estados, o alto número de fatores agravantes foi criticado por dar aos promotores muita discrição na escolha de casos em que eles acreditam que a pena de morte é justificada. Especialmente na Califórnia, uma comissão oficial propôs, em 2008, reduzir esses fatores para cinco (assassinatos múltiplos, tortura, assassinato de um policial, assassinato cometido na prisão e assassinato relacionado a outro crime). O colunista Charles Lane foi mais longe e propôs que assassinatos relacionados a um crime que não fosse estupro não deveriam mais ser um crime capital quando apenas uma vítima fosse morta.

#### Fatores agravantes na corte federal
Para que uma pessoa seja elegível para uma sentença de morte quando condenada por assassinato agravado em primeiro grau, o júri ou tribunal (quando não houver um júri) deve determinar pelo menos um dos dezesseis fatores agravantes que existiam durante a comissão do crime. A seguir, é apresentada uma lista dos 16 fatores agravantes de acordo com a lei federal.
1. Assassinato ao cometer outro crime[90]
2. O agressor foi condenado por outro crime envolvendo uma arma de fogo antes do assassinato agravado.
3. Ser condenado por outro crime em que a morte ou a prisão perpétua foram autorizadas antes do assassinato agravado.
4. Ser condenado por qualquer crime violento separado antes do assassinato agravado.
5. O agressor colocou a vida de pelo menos 1 ou mais pessoas em risco de morte durante a prática do crime.
6. O agressor cometeu o crime de maneira especialmente cruel, hedionda ou depravada.
7. O agressor cometeu o crime por ganho financeiro.
8. O agressor cometeu o crime por ganho monetário.
9. O assassinato foi premeditado, envolveu planejamento para ser realizado ou o agressor mostrou sinais precoces de cometer o crime, como manter um diário com os detalhes do crime[91] e postar coisas na internet.[92]
10. O agressor já havia sido condenado por pelo menos dois crimes relacionados a drogas.
11. A vítima não teria sido capaz de se defender enquanto estava sendo atacada.
12. O agressor já havia sido condenado por um crime federal por drogas.
13. O agressor estava envolvido em um negócio de longo prazo de venda de drogas a menores.
14. Um oficial de alto escalão foi assassinado, como o Presidente dos Estados Unidos, o líder de outro país ou um policial.
15. O agressor já havia sido condenado por agressão sexual ou estupro de criança.
16. Durante a comissão do crime, o agressor matou ou tentou matar várias pessoas.[93]

### Crimes contra o Estado
A opinião do tribunal em Kennedy v. Louisiana diz que a decisão não se aplica a "atividades de traição, espionagem, terrorismo e coordenação do tráfico, que são ofensas contra o Estado".
Como ninguém está no corredor da morte por esses delitos, o tribunal ainda não se pronunciou sobre a constitucionalidade da pena de morte aplicada a eles.
Traição, espionagem e tráfico de drogas em larga escala são todos crimes capitais de acordo com a lei federal. A traição também é punida com a morte em seis estados (Arkansas, Califórnia, Geórgia, Louisiana, Mississippi e Missouri). Vermont ainda tem um estatuto pré-Furman que prevê a pena de morte por traição, apesar de remover a pena capital por assassinato em 1965. O tráfico de drogas em larga escala é punível com a morte em dois estados (Flórida e Missouri). O sequestro de aviões é um crime capital na Geórgia e no Mississippi.

## Processo legal
A administração legal da pena de morte nos Estados Unidos geralmente envolve cinco etapas críticas: (1) decisão da promotoria de buscar a pena de morte, (2) sentença, (3) revisão direta, (4) revisão de garantias estatais e (5) habeas corpus federal.
A clemência, através da qual o governador ou o presidente da jurisdição pode reduzir ou revogar unilateralmente uma sentença de morte, é um processo executivo e não judicial.

### Decisão de pedir a pena de morte
Embora os juízes em casos criminais possam impor uma sentença de prisão mais severa do que a exigida pela acusação, a pena de morte só pode ser aplicada se o acusador tiver decidido especificamente em procurá-la.
Nas décadas desde Furman, surgiram novas questões sobre se a arbitrariedade do Ministério Público em substituir ou não a arbitrariedade da sentença. Um estudo da Pepperdine University School of Law, publicado na Temple Law Review, pesquisou o processo de tomada de decisões entre promotores em vários estados. Os autores descobriram que as decisões de arquivamento da pena de morte dos promotores permanecem marcadas por "idiossincrasias" locais, sugerindo que elas não estão de acordo com o espírito da diretiva da Suprema Corte dos Estados Unidos. Isso significa que "os próprios tipos de injustiça que a Suprema Corte procurou eliminar" ainda podem "infectar casos capitais". O amplo poder de julgamento permanece por causa de critérios excessivamente amplos. A lei da Califórnia, por exemplo, tem 22 "circunstâncias especiais", tornando quase todos os assassinatos premeditados possíveis casos capitais.
A solução proposta contra a arbitrariedade do Ministério Público é transferir o julgamento de casos de pena capital para o procurador-geral do estado.

### Penas
Dos 29 estados com pena de morte, 27 exigem que a sentença seja decidida por um júri e 26 exigem uma decisão unânime desse júri.
O único estado que não exige uma decisão unânime do júri é o Alabama. No Alabama, pelo menos 10 jurados devem concordar. Um novo julgamento acontece se ocorrer um impasse no júri.
Nebraska é o único estado em que a sentença é decidida por um painel de três juízes. Se um dos juízes do painel se opuser à morte, o réu é condenado à prisão perpétua.
Montana é o único estado em que o juiz decide a sentença sozinho.
Em todos os estados em que o júri está envolvido, apenas pessoas qualificadas para a morte podem ser selecionados nesse júri, para excluir as pessoas que sempre votarão na sentença de morte e as que se opõem categoricamente a ela.
No entanto, os estados diferem sobre o que acontece se a fase da penalidade resultar em um impasse no júri:
- Em quatro estados (Arizona, Califórnia, Kentucky e Nevada), um novo julgamento da fase da penalidade será conduzido diante de um júri diferente (a regra de direito consuetudinário).[105]
- Em dois estados (Indiana e Missouri), o juiz decidirá a sentença.
- Nos outros 22 estados, um impasse no júri resulta em sentença de prisão perpétua, mesmo que apenas um jurado se oponha à morte. A lei federal também fornece esse resultado.

O primeiro resultado é referido como a regra da "verdadeira unanimidade", enquanto o terceiro foi criticado como a regra do "único jurado de veto".

### Revisão direta
Se um réu é condenado à morte no nível do julgamento, o caso entra em uma revisão direta. O processo de revisão direta é uma apelação legal típica. Um tribunal de apelação examina o registro das evidências apresentadas no tribunal de julgamento e a lei que o tribunal de primeira instância aplicou e decide se a decisão foi legalmente válida ou não. A revisão direta de uma audiência de sentença capital resultará em um dos três resultados. Se o tribunal de apelação concluir que não ocorreram erros legais significativos na audiência de sentença capital, o tribunal de apelação confirmará a sentença ou deixará a sentença em pé. Se o tribunal de apelação constatar que ocorreram erros legais significativos, reverterá a sentença ou anulará a sentença e ordenará uma nova audiência de sentença capital. Por fim, se o tribunal de apelação concluir que nenhum jurado razoável pode considerar o réu elegível para a pena de morte, uma raridade, ordenará que o réu absolva ou não seja culpado do crime pelo qual ele/ela recebeu a pena de morte, e ordene que ele seja sentenciado a próxima punição mais severa pelo qual o crime é elegível. Cerca de 60% sobrevivem intactos ao processo de revisão direta.

### Revisão de garantias estatais
Nos momentos em que uma sentença de morte é afirmada sob a revisão direta, métodos adicionais para atacar o julgamento, embora menos familiares do que uma apelação típica, permanecem. Essas soluções suplementares são consideradas uma revisão colateral, ou seja, uma via para perturbar julgamentos que se tornaram finais. Onde o prisioneiro recebeu sua sentença de morte em um julgamento no nível estadual, como é geralmente o caso, o primeiro passo na revisão colateral é a revisão colateral do estado, que costuma ser chamada de habeas corpus do estado. (Se o caso for um caso federal de pena de morte, ele procederá imediatamente da revisão direta ao habeas corpus federal.) Embora todos os estados tenham algum tipo de revisão colateral, o processo varia amplamente de estado para estado. Geralmente, o objetivo desses procedimentos colaterais é permitir ao preso contestar sua sentença por motivos que não poderiam ter sido razoavelmente levantados no julgamento ou na revisão direta. Na maioria das vezes, essas são reivindicações, como assistência ineficaz do advogado, que exige que o tribunal considere novas evidências fora do registro original do julgamento, algo que os tribunais podem não fazer em uma apelação comum. A revisão de garantias estatais, embora seja um passo importante para ajudar a definir o escopo da revisão subsequente por meio do habeas corpus federal, raramente é bem-sucedida por si só. Apenas cerca de 6% das sentenças de morte são anuladas na revisão de garantias estatais.
Na Virgínia, o habeas corpus do estado para homens condenados é julgado pela Suprema Corte da Virgínia do estado sob jurisdição originária e exclusiva desde 1995, imediatamente após a revisão direta pelo mesmo tribunal. Isso evita qualquer processo nos tribunais inferiores e é em parte o motivo pelo qual a Virgínia tem o menor tempo médio entre a sentença de morte e a execução (menos de oito anos) e executou 113 criminosos desde 1976, com apenas 5 restantes no corredor da morte em junho de 2017.
Para reduzir os atrasos no litígio, outros estados exigem que os condenados arquivem sua apelação colateral antes da conclusão da apelação direta ou forneçam julgamento de ataques diretos e colaterais juntos em uma "revisão unitária".

### Habeas corpusfederal
Depois que uma sentença de morte é confirmada na revisão colateral do estado, o preso pode entrar com um habeas corpus federal, que é um tipo único de ação que pode ser movida em tribunais federais. O habeas corpus federal é um tipo de revisão colateral, e é a única maneira que os presos estaduais podem atacar uma sentença de morte no tribunal federal (exceto pedidos de certiorari a Suprema Corte dos Estados Unidos após a revisão direta e a revisão colateral do estado). O escopo do habeas corpus federal é regido pela Lei Antiterrorismo e Pena de Morte Efetiva de 1996 (AEDPA), que restringia significativamente seu escopo anterior. O objetivo do habeas corpus federal é garantir que os tribunais estaduais, através do processo de revisão direta e revisão de garantias estatais, tenham realizado um trabalho razoável na proteção dos direitos constitucionais federais do prisioneiro. Os presos também podem usar ações federais de habeas corpus para apresentar novas evidências de que são inocentes do crime, embora seja uma defesa válida nesta fase tardia do processo, as evidências de inocência devem ser realmente convincentes. Segundo Eric Freedman, 21% dos casos de pena de morte são revertidos através do habeas corpus federal.
James Liebman, professor de direito da Columbia Law School, declarou em 1996 que seu estudo descobriu que, quando as petições de habeas corpus em casos de pena de morte eram rastreadas desde a condenação até a conclusão do caso, havia "uma taxa de sucesso de 40% em todos os casos capitais de 1978 a 1995". Da mesma forma, um estudo de Ronald Tabak em um artigo de revisão da lei eleva ainda mais a taxa de sucesso em casos de habeas corpus envolvendo presos no corredor da morte, constatando que entre "1976 e 1991, aproximadamente 47% das petições de habeas corpus apresentadas por presos no corredor da morte foram concedidas". Os números diferentes são amplamente definicionais, e não substantivos: As estatísticas de Freedam analisam a porcentagem de todos os casos de pena de morte revertidos, enquanto os outros analisam apenas os casos não revertidos antes da revisão do habeas corpus.
Um processo semelhante está disponível para prisioneiros condenados à morte pelo julgamento de um tribunal federal.
A AEDPA também fornece um procedimento habitual de habeas corpus em casos capitais para os estados que atendem a vários requisitos estabelecidos nele em relação à nomeação de advogados para presos no corredor da morte. Sob esse programa, o habeas corpus federal para prisioneiros condenados seria decidido em cerca de três anos a partir da afirmação da sentença na revisão colateral do estado. Em 2006, o Congresso dos Estados Unidos conferiu a determinação de se um estado cumpria os requisitos do Procurador-Geral dos Estados Unidos, com um possível apelo do estado ao Tribunal de Apelações dos Estados Unidos para o Circuito do Distrito de Columbia. Em março de 2016, o Departamento de Justiça dos Estados Unidos ainda não havia concedido nenhuma certificação.

### Seção 1983
Se o tribunal federal se recusar a emitir um mandado de habeas corpus, a sentença de morte normalmente se torna definitiva para todos os fins. Nos últimos tempos, no entanto, os prisioneiros adiaram a execução por outra via de litígios federais; Lei dos Direitos Civis de 1871, codificada em 42 U.S.C. 42 U.S.C. § 1983, permite que os queixosos ajam com ações contra atores estatais para proteger seus direitos constitucionais e estatutários federais.
Embora os apelos diretos sejam normalmente limitados a apenas um e permaneçam automaticamente a execução da sentença de morte, as ações judiciais da Seção 1983 são ilimitadas, mas o peticionário somente terá a suspensão da execução se o tribunal acreditar que ele tem probabilidade de êxito nos méritos.
Tradicionalmente, a Seção 1983 era de uso limitado para um prisioneiro do estado sob pena de morte porque a Suprema Corte dos Estados Unidos considerou que o habeas corpus, e não a Seção 1983, é o único veículo pelo qual um prisioneiro do estado pode contestar seu julgamento da morte. No caso Hill v. McDonough de 2006, no entanto, a Suprema Corte aprovou o uso da Seção 1983 como um veículo para contestar o método de execução de um estado como punição cruel e incomum em violação à Oitava Emenda. A teoria é que um prisioneiro que apresenta tal desafio não está atacando diretamente seu julgamento da morte, mas os meios pelos quais esse julgamento será realizado. Portanto, a Suprema Corte sustentou no caso Hill que um prisioneiro pode usar a Seção 1983 em vez do habeas corpus para instaurar o processo. No entanto, como o próprio caso de Clarence Hill mostra, os tribunais federais inferiores se recusaram a ouvir processos desafiando métodos de execução, alegando que o prisioneiro apresentou a queixa tarde demais e apenas para fins de atraso. Além disso, a decisão da Corte em Baze v. Rees, mantendo um método de injeção letal usado por muitos estados, estreitou a oportunidade de alívio através da Seção 1983.

### Mandado de execução
Enquanto o mandado de execução é emitido pelo governador em vários estados, na grande maioria é uma ordem judicial, emitida por um juiz ou pela Suprema Corte do estado a pedido da promotoria.
O mandado geralmente define o dia da execução. Alguns estados, em vez disso, fornecem um período mais longo, como uma semana ou 10 dias para executar a execução. Isso é designado para evitar a emissão de um novo mandado no caso de uma execução de última hora que seria desocupada apenas alguns dias ou poucas horas depois.

## Distribuição das sentenças

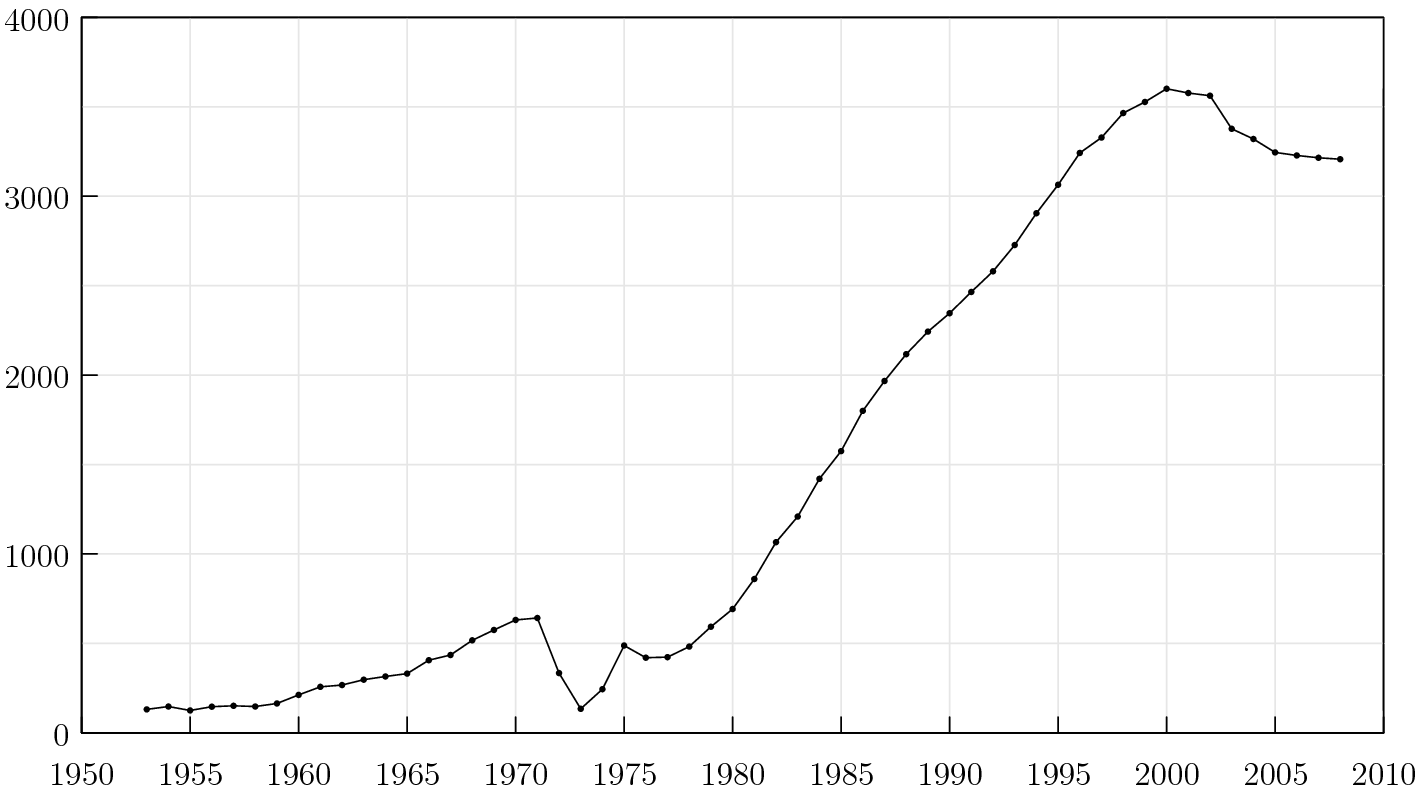
Número total de prisioneiros no corredor da morte nos Estados Unidos de 1953 a 2008

Nos últimos anos, houve uma média de uma sentença de morte para cada 200 condenações por assassinato nos Estados Unidos.
O Alabama tem a maior taxa per capita de sentenças de morte. Isso ocorre porque o Alabama foi um dos poucos estados que permitiu que os juízes substituíssem uma recomendação do júri em favor da prisão perpétua, uma possibilidade que foi removida em março de 2017.

### Entre os estados
A distribuição das sentenças de morte entre os estados é pouco proporcional às suas populações e taxas de assassinatos. A Califórnia, que é o estado mais populoso, também tem o maior corredor da morte, com mais de 700 presos. Wyoming, que é o estado menos populoso, tem apenas um preso no  corredor da morte.
Mas as execuções são mais frequentes (e acontecem mais rapidamente após a sentença) em estados conservadores. O Texas, que é o segundo estado mais populoso dos Estados Unidos, realizou mais de 500 execuções durante a era pós-Furman, mais de um terço do total nacional. A Califórnia realizou apenas 13 execuções no mesmo período e nenhuma desde 2006.

### Entre as raças
Os afro-americanos representavam 41% dos presos no corredor da morte, enquanto representavam apenas 12,6% da população em geral. Eles representam 34% dos efetivamente executados desde 1976. No entanto, essa é uma sub-representação relativa à proporção de assassinos condenados; 52,5% de todos os assassinos condenados entre 1980 e 2008 eram afro-americanos.
Aproximadamente 13,5% dos presos no corredor da morte são de descendência hispânica ou latina, enquanto eles representam 17,4% da população em geral.

### Entre os sexos
Em 1 de outubro de 2016, o Centro de Informações sobre a Pena de Morte relata que existem 54 mulheres no corredor da morte. Isso constitui 1,86% da população total do corredor da morte. 16 mulheres foram executadas desde 1976, enquanto 1.442 homens foram executados. Um total de 15.391 execuções legais confirmadas foram realizadas nos Estados Unidos desde 1608 e, destas, 575, ou 3,6%, eram mulheres. As mulheres representam 1⁄50 de sentenças de morte, 1⁄67 das pessoas no corredor da morte e 1⁄100 de pessoas cujas execuções são realmente realizadas. Os estados que executaram mais mulheres são Califórnia, Texas e Flórida. Para as mulheres, o colapso racial dos condenados à morte são 61% de brancos, 21% de negros, 13% de latinos, 3% de asiáticos e 2% de índios americanos.

## Métodos

Uso de injeção letal nos Estados Unidos.
Estados que usam apenas esse método.
Estados que usam esse método principalmente, mas também possui outros métodos.
Estados que já usaram esse método, mas não o fazem atualmente.
Estados uma vez adotou este método, mas caiu antes de seu uso.
Estados que nunca adotaram esse método.

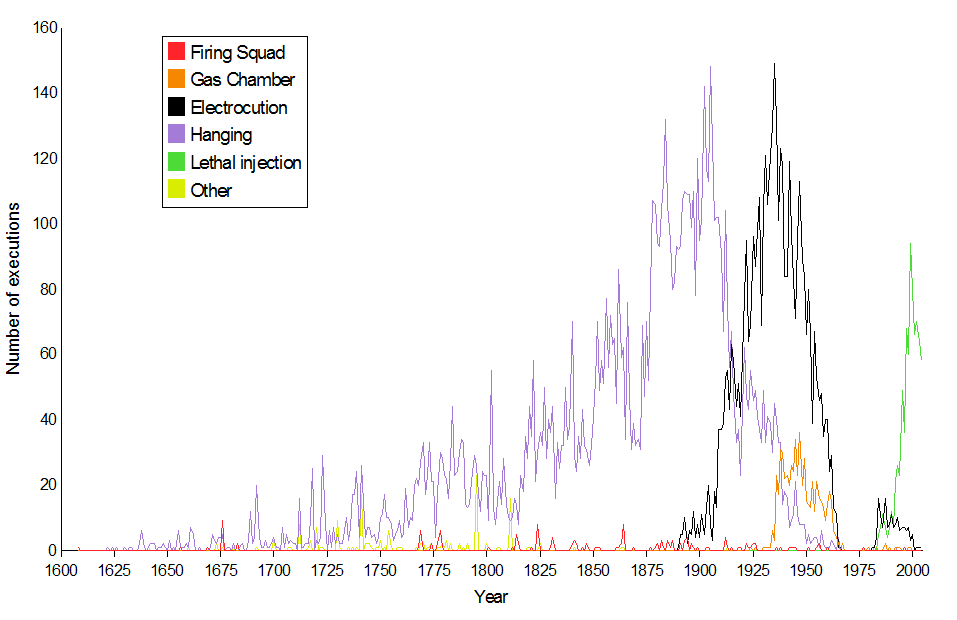
Número de execuções a cada ano pelo método usado nos Estados Unidos e nas colônias anteriores de 1608 a 2004. A adoção da eletrocussão causou uma queda acentuada no número de enforcamentos, que foi usado ainda menos com o uso de inalação de gás. Após Gregg v. Georgia, a maioria dos estados mudou para injeção letal, levando à sua ascensão.

Todos os 29 estados com pena de morte fornecem injeção letal como o principal método de execução.
Alguns estados permitem outros métodos além da injeção letal, mas apenas como métodos secundários a serem utilizados apenas a pedido do prisioneiro ou se a injeção letal não estiver disponível.
Vários estados continuam usando o protocolo de três drogas: primeiro, um anestésico, depois o brometo de pancurônio, um paralítico e, finalmente, cloreto de potássio para parar o coração. Oito estados usaram um protocolo de droga único, infligindo apenas uma overdose de um único anestésico ao preso.
Embora alguns estatutos estaduais especifiquem as drogas necessárias, a maioria não, dando mais flexibilidade aos agentes penitenciários.
As pressões de ativistas e acionistas contra a pena de morte tornaram difícil para os serviços correcionais obter os produtos químicos. A Hospira, o único fabricante americano de tiopental de sódio, parou de fabricar o medicamento em 2011. Em 2016, foi relatado que mais de 20 fabricantes de medicamentos dos Estados Unidos e da Europa, incluindo a Pfizer (proprietária da Hospira), tomaram medidas para impedir que seus medicamentos fossem usados para injeções letais.
Desde então, alguns estados têm usado outros anestésicos, como pentobarbital, etomidato, ou benzodiazepina de ação rápida como o midazolam. Desde então, muitos estados compraram drogas injetáveis letais de fornecedores estrangeiros, e a maioria dos estados tornaram uma crime revelar as identidades dos fornecedores ou membros das equipes de execuções. Em novembro de 2015, a Califórnia adotou regulamentos que permitem ao Estado usar suas próprias farmácias de manipulação públicas para fabricar os produtos químicos.
Em 2009, Ohio aprovou o uso de uma injeção intramuscular de 500 mg de hidromorfona (uma overdose letal de 333 vezes para uma pessoa ingênua a opioides) e uma dose supraterapeutica de midazolam como meio auxiliar de execução quando necessário se não for possível encontrar uma veia para injeção intravenosa.
A injeção letal foi considerada um método constitucional de execução pela Suprema Corte dos Estados Unidos em três casos: Baze v. Rees (2008), Glossip v. Gross (2015) e Bucklew v. Precythe (2019).

### Métodos selecionados pelo prisioneiro
Nos seguintes estados, os presos do corredor da morte com mandado de execução podem optar por serem executados por:
- Eletrocussão no Alabama, Flórida, Kentucky, Carolina do Sul, Tennessee e na Virgínia.
- Câmara de gás no Arizona e na Califórnia.
- Pelotão de fuzilamento em Utah, Mississippi e Oklahoma.

Em quatro estados (Arizona, Kentucky, Tennessee e Utah), o método alternativo é oferecido apenas a presos condenados à morte por crimes cometidos antes de uma data especificada (geralmente quando o estado passa do método anterior para a injeção letal).
Quando um condenado opta por ser executado por um meio diferente do método padrão do Estado, que é sempre a injeção letal, perde o direito de contestar sua constitucionalidade em juízo. Veja Stewart v. LaGrand, 526 US 115 (1999).
As últimas execuções por outros métodos que não a injeção são as seguintes (todas escolhidas pelo condenado):
| Método                 | Data                    | Estado    | Condenado               |
| ---------------------- | ----------------------- | --------- | ----------------------- |
| Eletrocussão           | 20 de fevereiro de 2020 | Tennessee | Nicholas Todd Sutton    |
| Pelotão de fuzilamento | 18 de junho de 2010     | Utah      | Ronnie Lee Gardner      |
| Câmara de gás          | 3 de março de 1999      | Arizona   | Walter Bernhard LaGrand |
| Forca                  | 25 de janeiro de 1996   | Delaware  | Billy Bailey            |

### Métodos de backup
Dependendo do estado, os seguintes métodos alternativos são fornecidos estatutariamente, caso a injeção letal seja considerada inconstitucional por um tribunal ou indisponível por razões práticas:
- Eletrocussão em Arkansas, Flórida, Kentucky,[154] Oklahoma, Carolina do Sul e Tennessee.
- Câmara de gás no Alabama, Califórnia, Missouri, Oklahoma e Wyoming.
- Pelotão de fuzilamento em Oklahoma e Utah.

Oklahoma é o único estado que permite que mais de dois métodos de execução em seus estatutos, fornecendo injeção letal, hipóxia de nitrogênio, eletrocussão e pelotão de fuzilamento a serem usados nessa ordem, caso todos os métodos anteriores não estejam disponíveis. A opção de nitrogênio foi adicionada pela Legislatura de Oklahoma em 2015 e nunca foi usada em uma execução judicial, embora seja rotineiramente usada na eutanásia animal.
Três estados (Oklahoma, Tennessee e Utah) adicionaram métodos de backup recentemente em 2014 ou 2015 (ou expandiram seus campos de aplicação) em reação à escassez de drogas injetáveis letais.
No Arkansas, a eletrocussão é usada apenas se a injeção letal for "invalidada por uma ordem judicial final e inapelável".
Alguns estados, como a Flórida, têm uma disposição maior que trata da indisponibilidade dos métodos de execução, exigindo que seus departamentos estaduais de correção usem "qualquer método constitucional" se a injeção letal e a eletrocussão forem consideradas inconstitucionais. Isso foi projetado para tornar desnecessária qualquer intervenção legislativa adicional nesse caso, mas a disposição se aplica apenas à inviabilidade legal (não prática).
Em maio de 2016, um grande júri de Oklahoma recomendou que o estado usasse a hipóxia de nitrogênio como seu principal método de execução, e não como um backup, depois que especialistas testemunharam que o método seria indolor, fácil e "barato".

### Execuções federais
O método de execução dos presos federais por ofensas sob a Lei de Controle de Crimes Violentos e Aplicação da Lei de 1994 é o do estado em que a condenação ocorreu. Se o estado não tiver pena de morte, o juiz deve escolher um estado com pena de morte para executar a execução.
O governo federal possui uma instalação (na Penitenciária Terre Haute) e regulamentos apenas para execuções por injeção letal, mas o Código dos Estados Unidos permite que o Serviço de Delegados dos Estados Unidos usem as instalações e funcionários estaduais para execuções federais.

## Atendimento à execução

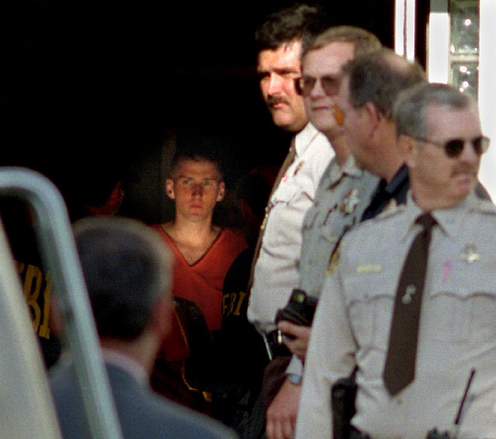
As mais de 200 testemunhas da execução de Timothy McVeigh eram na maioria sobreviventes e parentes das vítimas do Atentado de Oklahoma City.

A última execução pública nos Estados Unidos foi a de Rainey Bethea em Owensboro, Kentucky, em 14 de agosto de 1936.
Foi a última execução no país em que o público em geral foi autorizado a participar sem nenhuma restrição legalmente imposta. "Execução pública" é uma frase legal, definida pelas leis de vários estados e executada de acordo com uma ordem judicial. Semelhante a "registro público" ou "reunião pública", significa que qualquer pessoa que queira participar da execução pode fazê-lo.
Por volta de 1890, um movimento político se desenvolveu nos Estados Unidos para ordenar execuções privadas. Vários estados promulgaram leis que exigiam que as execuções fossem conduzidas dentro de um "muro" ou "recinto" ou para "excluir a opinião pública". Atualmente, a maioria das leis estaduais usa essa expressão explícita para proibir execuções públicas, enquanto outras o fazem apenas implicitamente, enumerando as únicas testemunhas autorizadas.
Todos os estados permitem que repórteres sejam testemunhas de execução de informações do público em geral, exceto Wyoming, que permite apenas testemunhas autorizadas pelos condenados. Vários estados também permitem que as famílias e parentes das vítimas selecionadas pelo prisioneiro assistam às execuções. Uma ou duas horas antes da execução, o condenado recebe serviços religiosos e escolhe sua última refeição (exceto no Texas, que o aboliu em 2011).
A execução de Timothy McVeigh em 11 de junho de 2001 foi testemunhada por mais de 200 pessoas, a maioria pela televisão em circuito fechado, devido a falta de espaço no local da execução.

## Opinião pública
A Gallup, Inc. monitora o apoio à pena de morte nos Estados Unidos desde 1937, perguntando "Você é a favor da pena de morte para uma pessoa condenada por assassinato?" As pesquisas da Gallup documentaram um aumento acentuado no apoio à pena de morte entre 1966 e 1994. No entanto, talvez como resultado de exonerações de DNA de presos no corredor da morte relatados na mídia nacional no final dos anos 90, o apoio começou a diminuir, passando de 80% em 1994 para 56% em 2019. Além disso, a aprovação varia substancialmente, dependendo das características do alvo e das alternativas propostas, com um apoio muito menor à morte de jovens e doentes mentais (26% e 19%, respectivamente, em 2002). Dado o fato de que atitudes em relação à pena de morte são muitas vezes responsivas a eventos, a características do alvo e a alternativas, muitos acreditam que a sabedoria convencional, que as atitudes da pena de morte são impermeáveis à mudança, é falha. Consequentemente, qualquer análise das atitudes da pena de morte deve levar em consideração a capacidade de resposta dessas atitudes, bem como sua reputação de resistência à mudança.
As pesquisas da Pew Research Center demonstraram um declínio do apoio americano à pena de morte: 80% em 1974, 78% em 1996, 55% em 2014 e 49% em 2016. A pesquisa de 2014 mostrou diferenças significativas por raça: 63% dos brancos, 40% dos hispânicos e 36% dos negros, respectivamente, apoiaram a pena de morte naquele ano. No entanto, em 2018, as pesquisas da Pew mostraram que o apoio público à pena de morte aumentou de 49% para 54%. Desde 2016, as opiniões entre republicanos e democratas mudaram pouco, mas a parcela de independentes a favor da pena de morte aumentou em oito pontos percentuais (de 44% para 52%).
Uma pesquisa de 2010 da Lake Research Partners descobriu que 61% dos eleitores escolheriam outra pena que não a sentença de morte por assassinato. Quando as pessoas pesquisadas podem escolher entre a pena de morte e a prisão perpétua sem liberdade condicional para pessoas condenadas por crimes capitais, o apoio à execução é tradicionalmente significativamente menor do que em pesquisas que perguntam apenas se uma pessoa apoia ou não a pena de morte. Na pesquisa de 2019 da Gallup, o apoio à sentença de prisão perpétua sem condicional ultrapassou o da pena de morte em uma margem de 60% a 36%.
Um estudo de 2014 descobriu que a crença de que a pena de morte ajuda as famílias das vítimas a curar pode estar errada; mais frequentemente do que encontrar fechamento, as famílias das vítimas sentiam raiva e queriam vingança, com possíveis efeitos colaterais da depressão, transtorno de estresse pós-traumático e uma menor satisfação com a vida. Além disso, os pesquisadores descobriram que um sentimento de compaixão ou remorso expresso do agressor para a família da vítima teve um efeito positivo estatisticamente significativo na capacidade da família de encontrar um fechamento.
Em novembro de 2009, outra pesquisa da Gallup constatou que 77% dos americanos acreditavam que o cérebro dos Ataques de 11 de setembro de 2001, Khalid Sheikh Mohammed, deveria receber a pena de morte se condenado, 12 pontos a mais do que a taxa de apoio geral à pena de morte da pesquisa de Gallup mais recente da época. Resultado semelhante foi encontrado em 2001, quando os entrevistados foram entrevistados sobre a execução de Timothy McVeigh pelo Atentado de Oklahoma City que matou 168 pessoas.

## Debate
A pena de morte é uma questão controversa, com muitas organizações e indivíduos importantes participando do debate. A Amnesty International e outros grupos se opõem à pena de morte por razões morais.
Algumas organizações policiais e grupos de direitos de algumas vítimas apoiam a pena de morte.
Os Estados Unidos são um dos quatro países desenvolvidos que ainda praticam pena de morte, juntamente com o Japão, Cingapura e Taiwan.
Grupos religiosos estão amplamente divididos na questão da pena de morte. O Conselho Fiqh da América do Norte, um grupo de estudiosos muçulmanos de alta influência nos Estados Unidos, emitiu uma fátua pedindo uma moratória da pena de morte nos Estados Unidos até que sejam cumpridas várias condições prévias no sistema jurídico.
O judaísmo reformista se opôs formalmente à pena de morte desde 1959, quando a União das Congregações Hebraicas Americanas (atual União para o Judaísmo Reformista) resolveu "que, à luz do conhecimento científico moderno e dos conceitos da humanidade, o recurso ou a continuação da pena capital por um estado ou pelo governo nacional não é mais moralmente justificável." A resolução continua dizendo que a pena de morte "está como uma mancha sobre a civilização e nossa consciência religiosa." Em 1979, a Conferência Central de Rabinos Americanos, o braço profissional da Reforma rabinata, resolveu que, "tanto no conceito quanto na prática, a tradição judaica considerava repugnante a pena capital" e não há evidências convincentes de que "a pena capital serve como um impedimento ao crime".
Em outubro de 2009, o American Law Institute votou contra a estrutura de pena de morte que havia criado em 1962, como parte do Código Penal Modelo, "à luz dos atuais obstáculos institucionais e estruturais intratáveis para garantir um sistema minimamente adequado para administrar pena de morte". Um estudo encomendado pelo instituto disse que a experiência provou que o objetivo de decisões individualizadas sobre quem deveria ser executado e o objetivo de justiça sistêmica para minorias e outros não poderiam ser reconciliados. Em 2017, 159 prisioneiros foram exonerados devido a evidências de sua inocência.
Os advogados da pena de morte dizem que ela detém o crime, é uma boa ferramenta para os promotores na delação premiada, melhora a comunidade ao eliminar a reincidência de criminosos executados, fornece "fechamento" às vítimas ou entes queridos sobreviventes e é uma penalidade justa.
A taxa de homicídios é mais alta no Sul (6.5 por 100.000 em 2016), onde são realizadas 80% das execuções, e mais baixa no Nordeste (3.5 por 100.000), com menos de 1% de execuções. Um relatório do Conselho Nacional de Pesquisa dos Estados Unidos em 2012 afirmou que os estudos que reivindicam um efeito dissuasor são "fundamentalmente falhos" e não devem ser usados para decisões políticas.
De acordo com uma pesquisa com ex-presidentes e atuais presidentes das principais sociedades criminológicas acadêmicas do país, 88% desses especialistas rejeitaram a noção de que a pena de morte atua como um impedimento ao assassinato.— Radelet & Lacock, 2009
Os dados mostram que a aplicação da pena de morte é fortemente influenciada pelo viés racial. Além disso, alguns oponentes argumentam que ela é aplicada de maneira arbitrária por um sistema de justiça criminal que se mostrou influenciado pela influência sistêmica de fatores socioeconômicos, geográficos e de gênero. Outro argumento no debate sobre a pena de morte é o custo.
Vários comentaristas previram que a pena de morte provavelmente teria desaparecido nos Estados Unidos se Hillary Clinton tivesse sido eleita Presidente dos Estados Unidos em novembro de 2016 e permitida a nomeação de um juiz liberal da Suprema Corte dos Estados Unidos para substituir o falecido Antonin Scalia. Como Donald Trump venceu e os cidadãos de três estados votaram no mesmo dia por medidas de votação que apoiam a pena de morte, os colunistas chegaram à conclusão de que permanecerá indefinidamente.

### Execuções mal feitas
Um dos principais argumentos contra o uso da pena de morte nos Estados Unidos é que há uma longa história de execuções mal feitas. O professor Michael L. Radelet da Universidade do Colorado em Boulder descreveu uma "execução mal feita" como uma execução que faz com que o prisioneiro sofra por um longo período de tempo antes de morrer. Isso levou a opinião dos cidadãos de que a pena de morte é uma pena cruel e incomum. A seguir, é apresentada uma pequena lista de exemplos de execuções mal feitas ocorridas nos Estados Unidos.
- Em Nova Iorque, William Kemmler foi a primeira pessoa executada na cadeira elétrica, em 1890. Após ser declarado morto após 17 segundos, logo depois ele ainda estava vivo. Uma segunda corrente passou por ele, que foi bem sucedida. A execução levou dois minutos.[188]
- No Arizona, Joseph Wood levou duas horas para morrer após ser injetado com a injeção letal.[189]
- No Alabama, a execução de Doyle Hamm foi cancelada depois que a equipe médica da prisão passou quase três horas tentando inserir um IV que iria ser usado para administrar as drogas injetáveis letais. No processo, a equipe de execução perfurou a bexiga e a artéria femoral de Hamm, causando sangramento significativo.[190][191]
- Na Flórida, Jesse Joseph Tafero teve chamas saindo de seus cabelos durante a eletrocussão.[192]
- No Território de Utah, Wallace Wilkerson morreu após 27 minutos de dor após o pelotão de fuzilamento não ter atingido seu coração.[193] Por isso, foi questionada a constitucionalidade do uso do pelotão de fuzilamento. A Suprema Corte dos Estados Unidos afirmou que o pelotão de fuzilamento não violou a Oitava Emenda no caso Wilkerson v. Utah (1879).[194]
- No Território do Novo México, Tom Ketchum foi decapitado quando seu corpo caiu através da porta da armadilha durante o enforcamento.[195]
- No Mississippi, Jimmy Lee Gray morreu depois de ficar na câmara de gás por nove minutos. Durante o procedimento, Gray se debateu e bateu a cabeça contra o poste de metal atrás da cabeça, enquanto lutava para respirar.[196]

Austin Sarat, professor de jurisprudência e ciência política no Amherst College, em seu livro Gruesome Spectacles: Botched Executions and America’s Death Penalty, descobriram que de 1890 a 2010, ocorreram 276 execuções mal feitas de um total de 8.776, ou 3.15%, com as injeções letais com a taxa mais alta.

## Clemência e comutações
O maior número de clemências foi concedido em janeiro de 2003 em Illinois, quando o ex-governador George Ryan, que já havia imposto uma moratória às execuções, perdoou quatro presos no corredor da morte e comutou as sentenças dos 167 restantes para a prisão perpétua sem a possibilidade de liberdade condicional. Quando o governador Pat Quinn assinou a legislação que aboliu a pena de morte em Illinois em março de 2011, ele comutou as sentenças dos quinze presos no corredor da morte para prisão perpétua.
Clemências de massa anteriores a pós-Furman ocorreram em 1986 no Novo México, quando o governador Toney Anaya comutou todas as sentenças de morte por causa de sua oposição pessoal à pena de morte. Em 1991, o atual governador de Ohio, Dick Celeste, comutou as sentenças de oito prisioneiros, entre eles as quatro mulheres no corredor da morte do estado. E durante seus dois mandatos (1979–1987) como governador da Flórida, Bob Graham, apesar de um forte defensor da pena de morte que supervisionou a primeira execução involuntária pós-Furman, além de outras 15 pessoas, concordou em comutar as sentenças de seis pessoas com base no argumento de dúvidas sobre culpa ou desproporcionalidade.

## Moratória sobre as execuções

Pena de morte revogada
Pena de morte no estatuto, mas execuções formalmente suspensas
Pena de morte no estatuto, mas nenhuma execução recente
Pena de morte no estatuto, outras circunstâncias únicas se aplicam
Execuções realizadas recentemente

Todas as execuções foram suspensas no país entre setembro de 2007 e abril de 2008. Naquela época, a Suprema Corte dos Estados Unidos estava examinando a constitucionalidade da injeção letal em Baze v. Rees. Este foi o período mais longo sem execuções nos Estados Unidos desde 1982. A Suprema Corte finalmente confirmou esse método em uma decisão de 7 a 2.
Além dos estados que não têm estatuto válido de pena de morte, observam-se os seguintes estados e jurisdições que possuem moratória oficial ou que não tiveram execuções por mais de dez anos, a partir de 2025:
| Estado / Jurisdição | Status                | Status da moratória |
| ------------------- | --------------------- | --- |
| Federal             | de facto              | Nenhuma execução desde 2003 |
| Forças armadas      | de facto              | Nenhuma execução desde 1961 |
| Samoa Americana     | de facto              | Nenhum método de execução definido por lei. Nenhuma execução desde que ganhou auto governança em 1949. |
| Arizona             | pelo Procurador-Geral | Em 2014, o Procurador-Geral suspendeu indefinidamente as execuções. |
| Califórnia          | pelo Governador       | Em 2019, o governador estabeleceu uma moratória. |
| Colorado            | pelo Governador       | Em 2013, o governador estabeleceu uma moratória. |
| Indiana             | de facto              | Nenhuma execução desde 2009 |
| Kansas              | de facto              | O Kansas não realiza execuções há mais de dez anos, mas nesse estado é devido à falta de presos no corredor da morte que esgotaram o processo de apelação. Restaurou a pena de morte em 1994, mas ainda não a usou. A última execução ocorreu em 1965. |
| Kentucky            | por ordem judicial    | Em 2009, um juiz suspendeu execuções pendentes de um novo protocolo. |
| Luisiana            | de facto              | Nenhuma execução desde 2010 |
| Montana             | por ordem judicial    | Em 2015, um juiz decidiu que o protocolo de injeção letal do estado é ilegal, interrompendo as execuções. |
| Nevada              | de facto              | Nenhuma execução desde 2006 |
| Carolina do Norte   | por implementadores   | As execuções são suspensas após uma decisão do conselho médico do estado de que os médicos não podem participar de execuções, o que é um requisito da lei estadual.                                                                                    |
| Oregon              | pelo Governador       | Em 2011, o governador anunciou uma moratória e uma revisão. |
| Pensilvânia         | pelo Governador       | Em 2015, o governador anunciou uma moratória pendente de revisão. |
| Utah                | de facto              | Nenhuma execução desde 2010 |
| Wyoming             | de facto              | Nenhuma execução desde 1992 |

Desde 1976, quatro estados executaram apenas prisioneiros condenados que renunciaram voluntariamente a novos apelos: A Pensilvânia executou três presos, Oregon dois, Connecticut um e Novo México um.
Na Califórnia, o juiz distrital dos Estados Unidos Jeremy Fogel suspendeu todas as execuções no estado em 15 de dezembro de 2006, declarando que a implementação usada na Califórnia era inconstitucional, mas que poderia ser corrigida. O governador da Califórnia, Gavin Newsom, declarou uma moratória indefinida em 13 de março de 2019.
Em 25 de novembro de 2009, o Suprema Corte do Kentucky afirmou uma decisão do Tribunal do Condado de Franklin suspendendo as execuções até que o estado adote regulamentos para a execução da penalidade por injeção letal.
Em novembro de 2011, o governador do Oregon John Kitzhaber anunciou uma moratória das execuções no Oregon, cancelando uma execução planejada e ordenando uma revisão do sistema de pena de morte no estado.
Em 13 de fevereiro de 2015, o governador da Pensilvânia, Tom Wolf, anunciou uma moratória sobre a pena de morte. Wolf emitirá uma suspensão para cada execução até que uma comissão sobre pena de morte, estabelecida em 2011 pelo Senado Estadual da Pensilvânia, produza uma recomendação. Efetivamente, havia uma moratória em vigor, pois o estado não executava ninguém desde Gary M. Heidnik em 1999.
Em 25 de julho de 2019, o Procurador-Geral dos Estados Unidos William Barr anunciou que o governo federal retomaria as execuções usando pentobarbital, em vez do coquetel de três drogas usado anteriormente. Atualmente, cinco presos condenados ao corredor da morte estão programados para serem executados em dezembro de 2019 e janeiro de 2020. Em 20 de novembro de 2019, a juíza distrital dos Estados Unidos Tanya S. Chutkan emitiu uma liminar impedindo a retomada das execuções federais. Os autores do caso argumentaram que o uso de pentobarbital pode violar a Lei Federal de Pena de Morte de 1994.

### Livros
- Bakken, Gordon Morris, ed. (2010). Invitation to an Execution: A History of the Death Penalty in the United States. University of New Mexico Press
- Banner, Stuart (2002). The Death Penalty: An American History. Harvard University Press. ISBN 0-674-00751-4.
- Bessler, John D. (2012) Cruel and Unusual: The American Death Penalty and the Founders' Eighth Amendment. Boston, MA: Northeastern University Press;
- Blecker, Robert (2013). The Death of Punishment: Searching for Justice among the Worst of the Worst. St. Martin's Press;
- Delfino, Michelangelo and Mary E. Day. (2007). Death Penalty USA 2005–2006 MoBeta Publishing, Tampa, Florida. ISBN 978-0-9725141-2-5; and Death Penalty USA 2003–2004 (2008). MoBeta Publishing, Tampa, Florida. ISBN 978-0-9725141-3-2.
- Dow, David R., Dow, Mark (eds.) (2002). Machinery of Death: The Reality of America's Death Penalty Regime. Routledge, New York. ISBN 0-415-93266-1 (cloth), ISBN 0-415-93267-X (paperback) (Provides critical perspectives on the death penalty)
- Garland, David (2010). Peculiar Institution: America's Death Penalty in an Age of Abolition. Harvard University Press.
- Hartnett, Stephen John (2010). Executing Democracy, Volume 1: Capital Punishment and the Making of America, 1683–1807. East Lansing, MI: Michigan State University Press.
- Hartnett, Stephen John (2012). Executing Democracy, Volume 2: Capital Punishment and the Making of America, 1635–1843. East Lansing, MI: Michigan State University Press.
- Lane, Charles (2010). Stay of Execution: Saving the Death Penalty from Itself. Rowman & Littlefield Publishers.
- Megivern, James J. (1997), The Death Penalty: An Historical and Theological Survey. Paulist Press, New York. ISBN 0-8091-0487-3
- Osler, Mark William (2009). Jesus on Death Row: The Trial of Jesus and American Capital Punishment. Abingdon Press. ISBN 978-0-687-64756-9
- Pfeiffer, Michael J. (2004). Rough Justice. Lynching and American Society, 1874–1947. [S.l.]: University of Illinois Press. ISBN 978-0252029172. The history of lynching and the history of the death penalty in the United States are hopelessly entangled (p. 152).
- Prejean, Helen (1993). Dead Man Walking. Random House. ISBN 0-679-75131-9 (paperback)
(Describes the case of death row convict Elmo Patrick Sonnier, while also giving a general overview of issues connected to the death penalty)

### Artigos de jornal
- Vidma, Neil and Phoebe Ellsworth. "Public Opinion and the Death Penalty" (Archive). Stanford Law Review. June 1974. Volume 26, pp. 1245–1270.
- Hoffmann, Joseph L. (2005). "Protecting the Innocent: The Massachusetts Governor's Council Report". 95 J. of Crim. L. & Criminology 561.